# Marpissa prathamae
Marpissa prathamae är en spindelart som beskrevs av Biswas, Biswas 1984. Marpissa prathamae ingår i släktet Marpissa och familjen hoppspindlar. Inga underarter finns listade i Catalogue of Life.